# Метава
Метава (на словенски: Metava) е село в Словения, Подравски регион, община Марибор. Според Националната статистическа служба на Република Словения през 2002 г. селото има 272 жители.